# Carsten Borkowski
Carsten Borkowski (* 21. Juni 1965 in Lübeck) ist ein deutscher Komponist.
Er erhielt Instrumentalunterricht in Violine, Viola, Klavier und Orgel und widmete sich früh eigenen Studien in Kontrapunkt und Harmonielehre.
Er studierte an den Musikhochschulen in Lübeck und Stockholm Komposition und Musiktheorie bei  Roland Ploeger, Friedhelm Döhl und Sven-David Sandström, außerdem die Fächer Chorleitung und Orgel.
Sein Werkeverzeichnis umfasst Kompositionen für Kammermusikbesetzungen, Orchesterkompositionen, Chorwerke, Stücke für Soloinstrumente, Bühnenmusiken, elektronische Musik und experimentelle Hörspiele.
Neben der freiberuflichen Tätigkeit als Komponist ist Carsten Borkowski als Lehrer für Musiktheorie und Gehörbildung sowie als Dozent an verschiedenen Akademien in der Chorleiter- und Organistenfortbildung tätig, wie zum Beispiel an der Bundesakademie für musikalische Jugendbildung in Trossingen und der Landesakademie für die musizierende Jugend in Baden-Württemberg Ochsenhausen. Von 2005 bis 2008 erfüllte er einen Lehrauftrag für Tonsatz an der TU Dresden.
Als Komponist wirkte er bei Produktionen des NDR und des WDR mit.